# Вир (фільм, 2012)
«Вир» (серб. Вир/Vir) — сербська драматична стрічка, події в якій відбуваються у 1990-х роках після розпаду Югославії.

## Сюжет
Фільм складається з трьох частин.
Головний герой першої частини — Богдан. Агресивний та ворожо настроєний до навколишнього світу парубок, який очолив угрупування скінхедів. У другій частині розповідається про останнього представника злочинного клану Кале, який вчинивши помилку, не може отримати захист навіть від свого впливового дядька. У центрі третьої частини — талановитий художник Граф. Він був змушений кинути навчання в художній академії та йти в армію. У всіх них зовсім різні долі, але обставини зведуть їх разом.

## У ролях
| Актор                | Роль      |
| -------------------- | --------- |
| Небойша Джорджевич   | Богдан    |
| Срждан Пантелич      | Кале      |
| Ненад Оканович       | Граф      |
| Єлена Матіясевич     | Бека      |
| Мір'яна Каранович    | інспектор |
| Драган Николич       | дядько    |
| Емир Кустуриця       | батько    |
| Марина Воденичар     | Міра      |
| Александар Тодорович | Мілош     |
| Борис Ягер           | Малі      |
| Александар Маркович  | Магне     |
| Івана Йованович      | Неда      |

## Створення фільму

### Виробництво
Зйомки фільму проходили в Нові-Београд, Сербія.

### Знімальна група
- Кінорежисер — Боян Вук Косовчевич
- Сценарист — Боян Вук Косовчевич
- Кінопродюсер — Боян Вук Косовчевич
- Композитор — Огнян Милошевич
- Кінооператор — Зоран Чулич, Джордже Дружетич, Димітріє Янкович
- Кіномонтаж — Ненад Пірнат
- Художник-постановник — Александар Цвіянович, Ілія Вішнич[1].

## Сприйняття

### Критика
Фільм отримав змішані відгуки. На сайті Rotten Tomatoes оцінка стрічки становить 50 % на основі 8 відгуки від глядачів (середня оцінка 3,5/5). Фільму зарахований «розсипаний попкорн» від глядачів, Internet Movie Database — 6,8/10 (643 голосів).

### Номінації та нагороди
| Нагороди та номінації фільму «Вир» | Нагороди та номінації фільму «Вир» | Нагороди та номінації фільму «Вир» | Нагороди та номінації фільму «Вир» | Нагороди та номінації фільму «Вир» | Нагороди та номінації фільму «Вир» |
| Рік                                | Кінофестиваль/кінопремія           | Категорія/нагорода                 | Номінант                           | Результат                          |                                    |
| ---------------------------------- | ---------------------------------- | ---------------------------------- | ---------------------------------- | ---------------------------------- | ---------------------------------- |
| 2013                               | Кінофестиваль у Боготі             | Найкращий фільм                    | Боян Вук Косовчевич                | Номінація                          |                                    |
| 2013                               | «Cinedays»                         | «Золоте сонце»                     | Боян Вук Косовчевич                | Номінація                          |                                    |
| 2013                               | «Cinema City»                      | Найкращий режисер                  | Боян Вук Косовчевич                | Перемога                           |                                    |
| 2013                               | Монреальський кінофестиваль        | «Золотий Зеніт»                    | Боян Вук Косовчевич                | Номінація                          |                                    |
| 2013                               | «Raindance»                        | Найкращий кінодебют                | Боян Вук Косовчевич                | Номінація                          |                                    |